# Rezerwat przyrody Wrzosowisko Sowno
Rezerwat przyrody „Wrzosowisko Sowno” – torfowiskowy rezerwat przyrody w województwie zachodniopomorskim, w powiecie gryfickim, w gminie Płoty, 2,5 km na zachód-północny zachód od Płotów, na północnym skraju drogi nr „108” (Płoty-Golczewo).
Został utworzony na mocy zarządzenia Ministra Leśnictwa i Przemysłu Drzewnego z dnia 21 lipca 1977, na powierzchni 26,00 ha. Rozporządzeniem Nr 38/2008 Wojewody Zachodniopomorskiego z dnia 17 września 2008 powiększono go do 39,27 ha. 
Celem ochrony jest zachowanie zróżnicowanej roślinności torfowiska przejściowego w niecce postglacjalnej oraz złoża torfu wytworzonego w długotrwałym procesie lądowienia zbiornika wodnego. Cenne wrzosowiska, mszary i mechowiska z bogatą florą, m.in. z wrzoścem bagiennym (Erica tetralix) i turzycą pchlą (Carex pulicaris). Do przedstawicieli tutejszej fauny należą m.in.: tygrzyk paskowany, trzepla zielona, biegacze, grzebiuszka ziemna, ropucha szara, ropucha zielona, rzekotka drzewna, żaba moczarowa, jaszczurka zwinka, perkozek, błotniak stawowy, brodziec samotny, dzierzba gąsiorek oraz kilka gatunków nietoperzy.
Rezerwat znajduje się w zasięgu terytorialnym Nadleśnictwa Resko, ale poza zarządzanymi przez nie gruntami. Nadzór sprawuje Regionalny Konserwator Przyrody w Szczecinie. Na mocy obowiązującego planu ochrony ustanowionego w 2009 roku (z późniejszymi zmianami), obszar rezerwatu objęty jest ochroną czynną.
Teren rezerwatu nie jest udostępniony do zwiedzania, jednak wokół niego wyznaczono ścieżkę edukacyjną.